# Brigitte Balleys
Brigitte Balleys (Valais, 18 juin 1959) est une mezzo-soprano suisse.

## Biographie
Brigitte Balleys, née à Dorénaz en Valais, en Suisse. Elle commence ses études à Sion avec Oscar Lagger, puis au conservatoire de Berne où elle est diplômée de la classe de chant de Jakob Stämpfli (Berne et Essen en Allemagne). Elle se perfectionne également avec Elisabeth Schwarzkopf et Brigitte Fassbaender. Elle commence une carrière internationale grâce à deux premiers Prix au Concours Benson & Hedges à Londres en 1983, et est engagée au théâtre de Genève et à Zurich. 
Elle débute dans Cherubino des Nozze di Figaro de Mozart au Staatsoper de Vienne sous la direction d’Erich Leinsdorf.
À l’opéra, elle est tour à tour Oktavian (Der Rosenkavalier), Idamante (Idomeneo), Dorabella (Così fan tutte), Zerlina (Don Giovanni), Nerone et Ottavia (Le Couronnement de Poppée), Charlotte (Werther), Pénélope (Le Retour d’Ulysse), Isadora (Le Fou de Landowski) et Carmen.
Passionnée par le lied et la mélodie, elle mène une intense activité dans le domaine du concert et du récital et de nombreux compositeurs écrivent pour elle (Caroline Charrière, Blaise Ubaldini, William Blank). Elle chante à Berlin, Amsterdam, Milan, Vienne, New-York ou Tokyo un répertoire très vaste, allant de Didon d’Henry Desmarest à la Waldtaube des Gurre-Lieder de Schönberg, avec des chefs tels que Claudio Abbado, Vladimir Ashkenazy, Serge Baudo, Charles Dutoit, Nikolaus Harnoncourt, Jesús López Cobos, Fabio Luisi et Georges Prêtre.
Ses enregistrements sont nombreux. Parmi eux notamment, Le Cornet de Frank Martin, La Canzone dei Ricordi de Martucci, Zerline de Don Giovanni de Mozart, des mélodies de Honegger, de Chausson, des Lieder de Schumann, Charles Martin Loeffler, Mel Bonis, Ottorino Respighi, Ernest Bloch et un disque des Nuits d’été d'Hector Berlioz sous la direction de Philippe Herreweghe, qui lui a valu plusieurs prix de la critique.
Brigitte Balleys reste très active dans le domaine du récital. Elle a créé Mélodies passagères, association liant musique et littérature. 
Parallèlement à ses activités de concertiste, Brigitte Balleys enseigne à la HEMU, Haute École de musique de Lausanne. Parmi ses élèves figurent, Lamia Beuque, Capucine Keller et Marina Viotti.

## Discographie

### Mélodies
- Berlioz, Nuits d’été - Orchestre des Champs-Élysées, dir. Philippe Herreweghe (juin 1994, Harmonia Mundi HMC901522) (BNF 38319432)
- Berg, Altenberglieder ; 7 frühe Lieder - Deutsches Symphonie-Orchester Berlin, dir. Vladimir Ashkenazy (1993, Decca 436 567-2) (BNF 38258390)
- Bonis, L'Œuvre vocale - avec Astrid Pfarrer, mezzo ; Valérie Gabail, soprano et Eric Cerentola, piano (5-7 septembre 2005, Doron music DRC 5026) (BNF 42329695)
- Debussy, La Damoiselle élue - Maria Ewing, soprano ; Brigitte Balleys, mezzo ; Orchestre symphonique de Londres, dir. Claudio Abbado (novembre 1986, DG 423 103-2) (BNF 38426852)
- Honegger, Danse des morts H. 131 - Naoko Okada, Soprano ; Brigitte Balleys, alto ; Oers Kisfaludy, voix ; Nicholas McNair, orgue ; Choeur Gulbenkian ; Orchestre Gulbenkian, dir. Michel Corboz (juillet 1989, Erato)
- Honegger, Les Mélodies - Billy Eidi, piano (août 1992, Timpani 1C1015) (BNF 38232188)

### Opéras
- Massenet, Chérubin - Frederica von Stade, mezzo-soprano (Chérubin) ; Samuel Ramey, basse (Le Philosophe) ; June Anderson, soprano (L'Ensoleillad) ; Dawn Upshaw, sorano (Nina) ; Brigitte Balleys (La Baronne) - Orchestre symphonique de la radio bavaroise, dir. Pinchas Steinberg (8-16 avril 1991, 2CD RCA/BMG Red Seal) (), (OCLC 610466850)
- Mozart, La Flûte enchantée - Luba Orgonasova (Pamina), Sumi Jo, soprano (la Reine de la Nuit) ; Gosta Winbergh, ténor (Tamino) ; Hakan Hagegard, baryton (Papageno) ; Brigitte Balleys (deuxieme dame) - Ensemble orchestral de Paris, dir. Armin Jordan (octobre 1989, 2CD Erato 2292454692) (BNF 38186499)
- Schubert, Fierrabras - Robert Holl, baryton (Charlemagne) ; Karita Mattila, soprano (Emma) ; Thomas Hampson, baryton (Roland) ; Josef Protschka, ténor (Fierrabras) ; Brigitte Balleys, mezzo-soprano (Maragond) ; Chœur Arnold Schoenberg ; Orchestre de chambre d'Europe, dir. Claudio Abbado (mai 1988, DG) (BNF 38198773)
- Vivaldi, Montezuma - Dominique Visse, contreténor (Montezuma) ; Danielle Borst, soprano (Mitrena) ; Isabelle Poulenard, soprano (Teutile) ; Nicolas Rivenq, baryton (Fernando Cortes) ; Brigitte Balleys (Ramiro) ; La Grande Écurie et la Chambre du Roy dir. Jean-Claude Malgoire (8 mai 1992, 2CD Astrée E8501) (BNF 38226504)

### Autres
- Honegger, Judith - Brigitte Balleys (Judith) ; Naoko Okada, soprano (servante) ; Chœur et orchestre de la Fondation Gulbenkian, dir. Michel Corboz (1990, Cascavelle VEL 1013) (OCLC 49540581)
- Mendelssohn, Paulus - Rachel Yakar, soprano ; Brigitte Balleys, alto ; Markus Schäfer, ténor ; Thomas Hampson, base ;  Chœur et Orchestre de la Fondaton Gulbenkian de Lisbonne, dir. Michel Corboz (juillet 1986, Erato 2292452792) (BNF 38255754)
- Mendelssohn, Die Erste Walpurgisnacht - Frieder Lang, ténor ; Gilles Cachemaille, baryton-basse ; Chœur et orchestre Gulbenkian, dir. Michel Corboz (Erato 2292454622) (BNF 38187744)
- Schubert, Messe en mi-bémol majeur D. 950 - Audrey Michael, soprano ; Brigitte Balleys, alto ; Aldo Baldin et Christophe Homberger, ténors ; Orchestre de la Suisse romande, dir. Armin Jordan (mai 1987, Erato 2292453002) (BNF 38213759)
- Zelenka, Requiem ZWV 45 - Chœur et orchestre de chambre de Berne Jörg Ewald Dähler (septembre 1984, Claves Records) (BNF 38113708)